# Sekaran (Kayen Kidul)
Sekaran is een bestuurslaag in het regentschap Kediri van de provincie Oost-Java, Indonesië. Sekaran telt 2428 inwoners (volkstelling 2010).